# ブッディ・ナラヤン・シュレスタ
ブッディ・ナラヤン・シュレスタ(ネパール語:बुद्धिनारायण श्रेष्ठ; 英語: Buddhi Narayan Shrestha)はネパールの地理学者で、ネパールの国境問題を専門としている。ネパール測量局の局長を務めた後、ブミチトラ・マッピング社の常務取締役を務めている。著書『Boundary of Nepal 』は、ネパールの文学賞・マダン賞を受賞している。

## 人物・経歴
1964年にトリブバン大学で土地測量と地理学の修士号を取得。カルカッタの西ベンガル測量研究所で土地測量の研修を受けた後、トリブバン大学で博士号を取得した。専門する研究分野はネパールの国境問題で、メチ川とマハカリ川の区間の境界線を中心に、ネパールの国境管理システムへの影響に関するものであった。1965年からネパールの土地調査局に27年間勤務し、調査官から局長までを歴任し、1992年に退職。その後、コンサルタントとなり、ブミチトラマッピング社の常務取締役に就任した。

## 作品リスト
シュレスタは、ネパールの国境の境界線と管理についての本を執筆している。 
- Boundary of Nepal (ネパール語)(2000年)[4]
- Border Management of Nepal (出版社: Bhumichitra Co. P. Ltd、2003年) (ISBN 978-99933-57-42-1)[4]
- Border War/Sima Sangram (出版社: Ratna Sagar Prakashan、2013年)[5]